# النسر الرياضي بطبلبة
النسر الرياضي بطبلبة هو فريق كرة قدم تونسي تأسس عام 1947 في مدينة طبلبة ، ولاية المنستير يلعب هذا الفريق في الرابطة التونسية الثالثة لكرة القدم في موسم 2019 - 2020.